# Trifurcula pullus
Trifurcula pullus is een vlinder uit de familie van de dwergmineermotten (Nepticulidae). De wetenschappelijke naam van de soort is voor het eerst geldig gepubliceerd in 1980 door Scoble.
De soort komt voor in tropisch Afrika.